# لويس إل. ووكر
لويس إل. ووكر (بالإنجليزية: Lewis L. Walker)‏ هو محامي وقاضي وسياسي أمريكي، ولد في 15 فبراير 1873 في لانكستر في الولايات المتحدة، وتوفي بنفس المكان في 30 يونيو 1944. حزبياً، نشط في الحزب الجمهوري. وقد انتخب عضو مجلس النواب الأمريكي.